# Grésivaudan
Grésivaudan (of Graisivaudan) is dat deel van het (brede) dal van de Isère dat ligt tussen de Chartreuse en het Balcon de Belledonne, onderdeel van het bergmassief Belledonne. Het dal is 45 km lang en heeft (destijds) zijn vorm gekregen door gletsjers.
Het dal begint bij Montmélian (ter hoogte van Chambéry) en eindigt bij de stad Grenoble. Kenmerkend is het brede dal in de oriëntatie noordoost/zuidwest. De rivier stroomt in zuidwestelijke richting naar Grenoble, en maakt dan een knik naar rechts.
Het dal ligt op de grens tussen de Franse Voor-Alpen en de Alpen.
Aan de noordoostelijke kant is Pontcharra midden in het dal gebouwd, aan de andere kant Grenoble. Daartussenin liggen geen belangrijke woonlocaties direct aan de oever van de rivier.
In de zuidelijke helft van het dal domineert de Dent de Crolles het uitzicht.

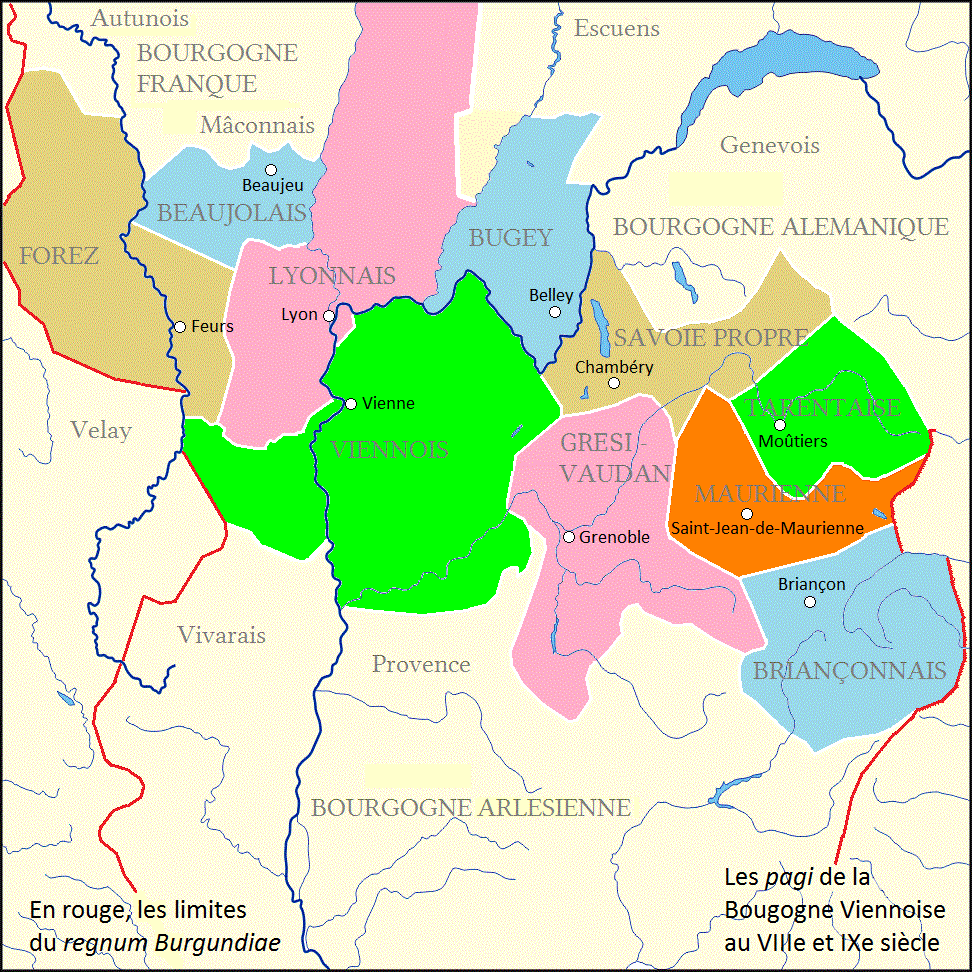
Districten van het graafschap Vienne in de 8e en 9e eeuw, waaronder Grésivaudan.

## Naam
De naam is afkomstig van een districtsnaam binnen het Karolingische graafschap Vienne. Het is mogelijks een verbastering van het Latijnse Gratianopolitanum, wat betekent de streek van Gratianopolis of Grenoble,.

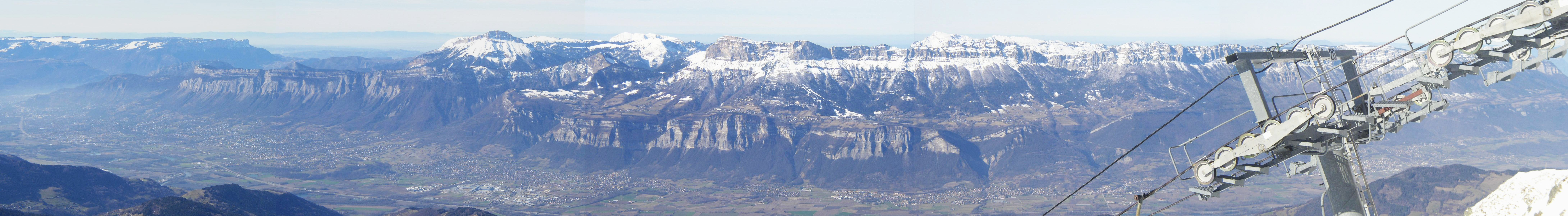
Panorama van Grésivaudan en het Chartreuse-massief gezien vanaf Les Sept Laux; links ligt Grenoble, in het midden Le Touvet